# Belén de Bajirá
Belén de Bajirá é um município da Colômbia, localizado no departamento de Chocó.